# LDU Quito
Liga Deportiva Universitaria de Quito je ekvádorský fotbalový klub, založený 11. ledna 1930. Sídlí ve městě Quito, kde od roku 1997 hraje své domácí zápasy na Estadio de Liga Deportiva Universitaria pro 55 104 diváky. Hraje nejvyšší ekvádorskou soutěž Serii A, kterou dosud dokázal vyhrát jedenáctkrát. Na mezinárodní scéně je považován za nejúspěšnější klub na pobřeží Tichého oceánu, když jako jeden z pěti týmů dokázal alespoň jednou zvítězit ve všech třech pohárových soutěžích konfederace CONMEBOL.

## Historie

### Regionální éra

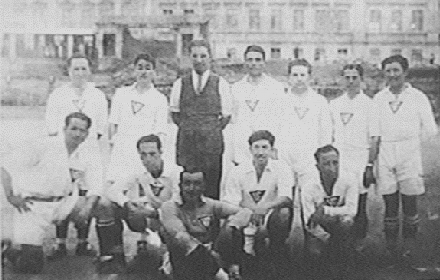
Tým LDU v roce 1930

Liga byla oficiálně založena 11. ledna 1930 jako poloprofesionální tým a již v roce 1932 vyhrála první amatérský titul provincie Pichincha. Další dva přidala v letech 1952 a 1953. O rok později vznikl neamatérský fotbalový svaz provincie Pichincha, který pořádal ligu svých členských klubů z Quita a Ambata pojmenovanou Campeonato Professional Interandino. Tuto soutěž vyhrál klub celkem šestkrát v letech 1954, 1958, 1960, 1961, 1966 a 1967. Od roku 1960 byl vítěz soutěže zván k účasti v nově vzniklé Serii A, která od roku 1967 nahradila regionální soutěže.

### Serie A
Prvního titulu v Serii A se klub dočkal již roce 1969, o tři roky později však zakončil sezónu na sedmém místě osmičlenné soutěže a po prohraném barážovém utkání proti Universidad Católica sestoupil do Serie B, kde strávil dva roky. Hned v první sezóně po návratu mezi elitu však dokázal přidat druhý primát a následně jej také obhájit. Titul z roku 1975 byl však na dlouhých patnáct let poslední. Svůj pátý triumf z roku 1998 slavil již na novém stadionu Estadio de Liga Deportiva Universitaria, přezdívaném La Casa Blanca. Po mistrovské sezóně převzal mužstvo chilský trenér Manuel Pellegrini a dokázal s ním úspěch zopakovat.

### Mezinárodní úspěch
V novém tisíciletí klub nejenže přidal další čtyři tituly, ale především o sobě dal vědět na mezinárodní scéně. V roce 2008 se LDU stal prvním ekvádorským klubem, který dokázal vyhrát Pohár osvoboditelů, když v prvním zápase na domácí půdě porazil brazilské Fluminense FC 4:2 a po venkoní prohře v poměru 1:3 zvítězili hráči LDU 3:1 v penaltovém rozstřelu. Díky tomu se klub kvalifikoval na klubové mistrovství světa v Japonsku, kde po vítězství 2:0 vyřadil v semifinále mexický klub CF Pachuca a poté prohrál ve finále 1:0 s Manchesterem United. V roce 2009 se utkal s brazilským Internaiconalem o Recopa Sudamericana a po výhrách 1:0 v Porto Alegre a 3:0 v domácí odvetě si připsal další mezinárodní úspěch. Na konci roku 2009 si navíc zopakoval souboj s brazilským Fluminense, tentokráte o Copa Sudamericana.
V prvním zápase na Casa Blanca vyhráli domácí 5:1 a po prohře 0:3 v odvetě v Rio de Janeiro zkompletovali pohárové trofeje konfederace CONMEBOL.

## Úspěchy
- 11× vítěz Serie A (1969, 1974, 1975, 1990, 1998, 1999, 2003, 2005 Apertura, 2007, 2010, 2023)[1]
- 1× vítěz Poháru osvoboditelů (2008)
- 1× vítěz Copa Sudamericana (2009)
- 2× vítěz Recopa Sudamericana (2009, 2010)
- 1× finále MS klubů (2008)